# 沢松奈生子
沢松 奈生子（さわまつ なおこ, 1973年3月23日 - ）は、兵庫県西宮市出身の元女子プロテニス選手。夙川学院高等学校、神戸松蔭女子学院大学卒業。シングルス自己最高ランキングは14位。WTAツアーでシングルス4勝を挙げた。2学年上のライバル伊達公子と並んで、日本女子テニス界の黄金時代を築いた名選手のひとりである。1995年全豪オープンでベスト8進出を果たした。
沢松和子（1975年のウィンブルドン女子ダブルスで、日本人女性初のテニス4大大会優勝を果たした）は、彼女の叔母に当たる。実弟の沢松登も同志社国際高等学校テニス部、同志社大学体育会テニス部を経て、東レに入社、実業団テニス部にて活躍後、監督を務めている。

## 来歴
沢松は曽祖父からのテニス一家に生まれ育った。母親の沢松順子は、妹の和子とペアを組んで1970年ウィンブルドン女子ダブルスのベスト8に入ったことがある。父親の沢松忠幸は、和子と一緒に1974年ウィンブルドンの混合ダブルスを戦った経験があり、“両親ともウィンブルドン出場経験あり”の家族だった。5歳の時に忠幸がドイツ・デュッセルドルフに転勤を命じられたため、奈生子は10歳（日本の小学校5年生）まで5年間ドイツで過ごし、そこでテニスの腕を磨いた。小学校時代、片思いの相手でいつも大会で優勝していた「新（あらた）くん」」と同じ写真に納まりたい一心で必死でうまくなろうと思っていた、とのエピソードも本人から語られている。
1988年、15歳6か月の若さで全日本テニス選手権の女子シングルスに初出場で初優勝を果たした。これは1983年の雉子牟田明子の「15歳4か月」に続く2番目の年少優勝記録であった。この年はウィンブルドンジュニア部門のベスト16、全米オープンジュニア部門のベスト8進出もある。夙川学院高校在学中、2年連続でインターハイの団体優勝を成し遂げた。
1990年に「シンガポール・オープン」でWTAツアー初優勝。神戸松蔭女子学院大学進学と同時にプロ入りをする。1991年の全仏オープン1回戦で、前年度（1990年）のウィンブルドン準優勝者ジーナ・ガリソン（アメリカ）を破り、その勢いに乗って4回戦まで勝ち進んだ。1992年のウィンブルドン4回戦では、当時16歳の“天才少女”として注目を集めていたジェニファー・カプリアティと対戦。最終セットで一時リードを奪ったが、3-6, 6-4, 4-6 の激戦で敗れた。
1995年の全豪オープン選手権の期間中、1月17日に阪神・淡路大震災が発生した。西宮市にある沢松の自宅は全壊の被害に遭ったが、家族は全員無事に助かった。この全豪オープンで沢松は4大大会の自己最高成績を記録し、1回戦は杉山愛に勝ち、3回戦でライバルの伊達公子に5年ぶりの勝利を収めた。伊達に 3-6, 6-3, 6-3 で逆転勝ちした後、初進出の準々決勝で第1シードのアランチャ・サンチェス・ビカリオに 1-6, 3-6 で敗れた。1996年の全豪オープンでは、4回戦で刺傷事件からの復帰を果たした同じ年のモニカ・セレシュには 1-6, 3-6 で敗れた。
沢松は1998年の全米オープン2回戦で、当時16歳の新星ミリヤナ・ルチッチ（クロアチア）に完敗した時に現役引退を決断した。同年9月第4週に東京・有明コロシアムで開かれた「トヨタ・プリンセス・カップ」2回戦でモニカ・セレシュに 3-6, 6-3, 3-6 で敗れたのが最後の試合となった。引退時の世界ランキングは43位であった。
沢松はキャリアを通して、10年間にわたり世界ランキングトップ50位以内を維持し続けた。4大大会でも、初出場だった1990年全仏オープンから、最後の1998年全米オープンまで「34大会」連続で本戦に直接出場を果たした。ウィンブルドンでは1990年-1998年まで9年連続出場して、「16勝9敗」の好成績を残した。オリンピックにも1992年バルセロナ五輪と1996年アトランタ五輪の2度出場している。
現役引退後はテニスの普及活動に取り組む傍ら、テニス中継の解説者・コラム執筆などに携わり、NHKラジオ第1放送の「かんさい土曜ほっとタイム」（大阪放送局制作）でパーソナリティ（隔週、2003年から2007年2月17日まで）を務めた。現在は日本テニス協会普及本部環境委員と日本オリンピック委員会総務委員会事業広報専門委員を務めている。

## 人物
阪神タイガースファンである。

## 出演

### テレビドラマ
- 日曜劇場 ブラックペアン 第2話（2018年4月29日、TBS） - 小山好恵 役

### テレビ
- ちちんぷいぷい（MBSテレビ、火曜日→金曜日→火曜日パネラー、2012年3月 - [5]）
- あさチャン!（TBSテレビ、毎月最終月曜日→毎週火曜日コメンテーター、2015年4月 - ）
- まちプリ（RKB毎日放送、毎週月曜日、2021年10月 - ）

### ラジオ
- かんさい土曜ほっとタイム（NHKラジオ第1放送・NHK大阪放送局制作、パートナーとして隔週で出演、2003年 - 2007年2月17日）
- GI最前線 ジョッキー★ナイト（毎日放送、2016年秋季パーソナリティ）